# Chemiewaffenabkommen

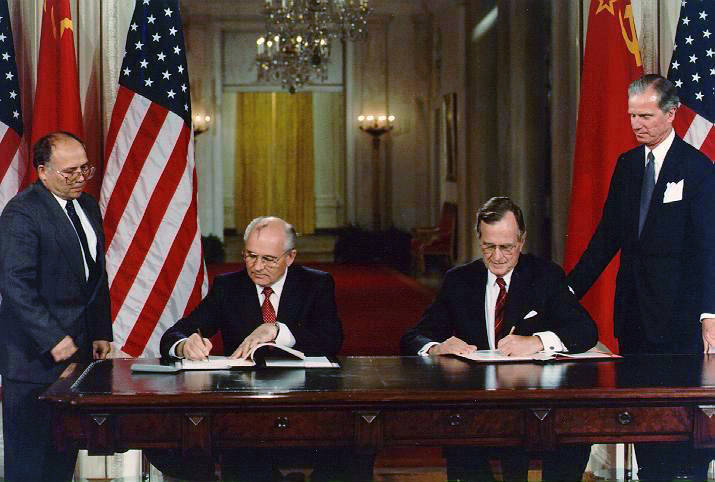
George Bush und Michail Gorbatschow unterzeichnen am 1. Juni 1990 im East Room im Weißen Haus in Washington, D.C. das bilaterale Chemiewaffenabkommen.

Am 1. Juni 1990 unterzeichneten der US-Präsident George Bush und der Staatspräsident der Sowjetunion, Michail Gorbatschow anlässlich ihres zweiten gemeinsamen Gipfeltreffens in Washington, D.C. das bilaterale Chemiewaffenabkommen zwischen den USA und der Sowjetunion. Der Vertrag ist offiziell als Abkommen über die Vernichtung und Nichtproduktion chemischer Waffen und über Maßnahmen zur Erleichterung des multilateralen Übereinkommens über das Verbot chemischer Waffen (englisch: Agreement on Destruction and Non-production of Chemical Weapons and on Measures to Facilitate the Multilateral Convention on Banning Chemical Weapons) bekannt geworden. Das bilaterale Abkommen stellte einen wichtigen Meilenstein bei der Abrüstung von Massenvernichtungswaffen dar.

## Vorfeld
Das Abkommen basiert auf einer Initiative von Präsident Bush vom September 1989, die vorsah, dass die Vereinigten Staaten und die Sowjetunion die Führung bei der Vernichtung ihrer Chemiewaffenbestände übernehmen sollten. Dies war ein wichtiger Schritt auf dem Weg zum Abschluss eines umfassenden, überprüfbaren weltweiten Verbots von Chemischen Waffen.

## Vertragsinhalt
Das bilaterale Abkommen sah vor, mit der Vernichtung der Chemiewaffen (CW) noch vor 1993 zu beginnen und die Bestände bis zum 31. Dezember 2002 auf jeweils nicht mehr als 5.000 Tonnen (ca. 20 Prozent des damaligen Vorratsvolumens der Vereinigten Staaten) zu reduzieren. Vor Beginn der Vernichtung musste sichergestellt werde, dass diese sicher und umweltverträglich durchgeführt werden konnte. Weiter sah der Vertrag vor, dass beide Seiten die CW-Produktion nach Inkrafttreten des Abkommens einstellen und alle chemiewaffenfähigen Staaten ermutigen, diesem Beispiel zu folgen. Inspektionen vor Ort sollten überwachen, ob die Vernichtung tatsächlich stattgefunden hat.
Die Arsenale der bis 2007 beigetretenen Staaten sollten eigentlich bis 2012 zerstört worden sein. Russland und die USA hinkten jedoch lange dem Zeitplan hinterher.
Die USA wollen bis 2023 ihre Bestände vernichtet haben. Russland vermeldete schon im September 2017 den Vollzug.

## Vision
Das bilaterale Abkommen sollte dem Abschluss eines umfassenden und überprüfbaren weltweiten Chemiewaffenverbots neue Impulse verleihen. Dieses Vorhaben gelang auch mit der Verabschiedung am 3. September 1992 der Chemiewaffenkonvention durch die Mitgliedstaaten der Genfer Abrüstungskonferenz. Die Konvention trat am 29. April 1997 in Kraft.